# Kościół Wniebowzięcia Najświętszej Maryi Panny w Łopiennie
Kościół Wniebowzięcia Najświętszej Maryi Panny w Łopiennie – rzymskokatolicki kościół parafialny znajdujący się we wsi Łopienno, w powiecie gnieźnieńskim, w województwie wielkopolskim.
Budowa kościoła rozpoczęła się przed 1670 rokiem; jej poświęcenie odbyło się w 1686 roku. Fundatorem świątyni wybudowanej według projektu Jerzego Catenazziego – był ksiądz Adam Smuszewski, właściciel miejscowości. 
Jest to budowla o jednej nawie, z niewielkim zamkniętym prosto prezbiterium i dwiema kaplicami z lewej i prawej strony nawy. Przy północnym murze prezbiterium umieszczona jest zakrystia ze skarbczykiem na piętrze; przy południowym – niewielka kaplica sąsiadująca przez arkadę z kaplicą przy nawie. Sąsiadujące z prezbiterium przęsło nawy jest przykryte kopułką w kształcie elipsy, pozostałe części świątyni posiadają sklepienia kolebkowe. Na sklepieniach prezbiterium i nawy widać ślady polichromii z 1. połowy XVIII stulecia. 
Świątynia posiada barokowe wyposażenie – m.in. sześć ołtarzy, ambonę i kropielnicę – całość pochodzi głównie z około 1680 roku. Na murze kościoła umieszczone jest marmurowe epitafium Władysława Michała Skoroszewskiego, zmarłego w 1683 roku.